# Лия Манолиу
Лия Манолиу (на румънски: Lia Manoliu) е румънска дискохвъргачка, спечелила един златен и два бронзови олимпийски медала. Тя е първата лекоатлетка, която се състезава на шест Олимпийски игри (1952 – 1972).

## Биография
Манолиу е родена на 25 април 1932 г. в Кишинев (дн. Молдова). Като тийнейджър се състезава на национално ниво в спортовете тенис на корт, тенис на маса, волейбол и баскетбол, преди да премине към хвърлянето на диск на 16-годишна възраст. Две години по-късно тя се превръща в първата румънка, хвърлила диск на разстояние над 40 m (41,44 m, 22 май 1950 г.). В средата на 1950-те години тя завършва Политехническия институт в Букурещ.
На летните Олимпийски игри през 1952 г. в Хелзинки, Манолиу заема 6-о място с хвърляне от 42,64 m. През 1956 г. тя подобрява това постижение в Мелбърн, с хвърляне от 43,90 m и девето място. През 1960 г. на Олимпийските игри в Рим, след първия кръг тя е на първо място с хвърляне от 52,36 m. Макар че не успява да го подобри, този опит е достатъчен, за да спечели бронзов медал. През 1964 г., на Олимпийските игри в Токио, Манолиу е извън подиума след четвъртия кръг, но след това успява да постигне резултат от 56,96 m, който ѝ е достатъчен да спечели своя втори олимпийски бронзов медал.
През зимата на 1967 – 68 г., румънската Федерация по лека атлетика съобщава на 35-годишната Манолиу, че е твърде възрастна, за да участва още веднъж на Олимпиада и че не трябва да се притеснява за провеждането на тренировъчни лагери. Това само засилва нейната решимост, и след няколко месеца индивидуални тренировки, тя се класира за Олимпийските игри в Мексико сити. Там тя страда от контузия в ръката, и докторът на групата я предупреждава, че тя няма да е в състояние да направи повече от едно добро хвърляне. Манолиу хвърля с първия си опит диска на 58,28 m, което се оказва достатъчно за златен медал.
На 19 юли 1969 г. Манолиу печели състезанието на WAAA на Великобритания в Кристъл Палас, а през 1972 г. завършва на 9-о място в хвърлянето на диск на олимпийските игри с опит от 58,50 m. Скоро след това тя се оттегля от активна кариера. През 1974 г. е наградена с наградата за честна игра на ЮНЕСКО за подкрепата си към идеалите за лоялна и честна конкуренция.
От 1973 г. до смъртта си Манолиу заема поста на вицепрезидент, а след това и президент (от 1990 г.) на румънския Олимпийски комитет. През 1975 г. е наградена с бронзов Олимпийски орден, а през 1994 г. – с възпоминателна награда на Международният олимпийски комитет по случай стогодишнината на олимпийското движение. Манолиу е член на Женския комитет на IAAF (1976 – 1995) и на румънския Сенат в периода 1990 – 1992 г.
Лия Монолиу умира от сърдечен удар през януари 1998 г., след като изпада в кома по време на операция за отстраняване на тумор в мозъка седмица преди това. Погребана е в гробището Белу. В нейна чест, националният стадион в Букурещ носи името ѝ от 2012 г.